# Província de Vidin
Vidin és la més septentrional de les províncies de Bulgària. Limita amb Sèrbia i Romania. La capital és la ciutat de Vidin sobre el Danubi, mentre que altres ciutats importants són Belogradtxik, Brègovo, Dímovo, Dunavtsi, Gramada i Kula. També són centres municipals Bòinitsa, Màkreix, Novo Selo, Rújintsi i Txuprene.

Fortalesa de Baba Vida a Vidin

La província està integrada per onze municipis:
- Municipi de Belogradtxik (capital: Belogradtxik).
- Municipi de Bòinitsa (capital: Bòinitsa).
- Municipi de Brègovo (capital: Brègovo).
- Municipi de Txuprene (capital: Txuprene).
- Municipi de Dímovo (capital: Dímovo).
- Municipi de Gramada (capital: Gramada).
- Municipi de Kula (capital: Kula).
- Municipi de Màkreix (capital: Màkreix).
- Municipi de Novo Selo (capital: Novo Selo).
- Municipi de Rújintsi (capital: Rújintsi).
- Municipi de Vidin (capital: ciutat de Vidin).